# Christophe Perrillat-Collomb
Christophe Perrillat-Collomb, né le 19 janvier 1979 à Annecy, est un skieur de fond français qui a commencé sa carrière en 1998. Il a pris part aux Jeux olympiques de 2002 et 2006 avec pour meilleur résultat une quatrième place en relais aux côtés de Vincent Vittoz, Alexandre Rousselet et Emmanuel Jonnier, ainsi qu'aux Championnats du monde à cinq reprises avec pour meilleur résultat une 6e place obtenue en relais en 2005 aux côtés de Vincent Vittoz, Emmanuel Jonnier et Alexandre Rousselet. En Coupe du monde, il compte quatre podiums, uniquement en relais. Spécialiste des courses longue distance, il a notamment remporté le marathon de l'Engadine en 2004 et la Transjurassienne en 2010.

## Palmarès

### Jeux olympiques d'hiver
Christophe Perrillat-Collomb n'a jamais remporté de médaille olympique avec deux participations. Son meilleur résultat est une 4e place lors du relais aux côtés de Vincent Vittoz, Alexandre Rousselet et Emmanuel Jonnier.
| Épreuve / Édition      | Sprint                           | Sprint                           | 15 km                            | 15 km                            | Poursuite | 30 km / 50 km libre              | Relais                           | Relais    |
| Épreuve / Édition      | libre                            | classique                        | libre                            | classique                        | Poursuite | 30 km / 50 km libre              | Sprint                           | 4 × 10 km |
| JO 2002 Salt Lake City | Épreuve inexistante à cette date | Épreuve inexistante à cette date | Épreuve inexistante à cette date | Épreuve inexistante à cette date | 56e       | Abandon                          | Épreuve inexistante à cette date | 8e        |
| JO 2006 Turin          | Épreuve inexistante à cette date | Épreuve inexistante à cette date | Épreuve inexistante à cette date | 24e                              | 34e       | Épreuve inexistante à cette date | Épreuve inexistante à cette date | 4e        |

### Championnats du monde
Christophe Perrillat-Collomb n'a jamais remporté de médailles aux Championnats du monde auxquels il a pris part à cinq reprises en 2003, 2005, 2007, 2009 et 2011. Son meilleur résultat est une 6e place obtenue en relais en 2005 aux côtés de Vincent Vittoz, Emmanuel Jonnier et Alexandre Rousselet.
| Épreuve / Édition           | Sprint                           | Sprint                           | 15 km                            | 15 km                            | Poursuite 2 × 15 km              | 50 km                            | Relais                           | Relais                           |
| Épreuve / Édition           | libre                            | classique                        | libre                            | classique                        | Poursuite 2 × 15 km              | 50 km                            | Sprint                           | 4 × 10 km                        |
| Mondiaux 2003 Val di Fiemme | Épreuve inexistante à cette date | Épreuve inexistante à cette date | Épreuve inexistante à cette date | Épreuve inexistante à cette date | 40e                              | Épreuve inexistante à cette date | Épreuve inexistante à cette date | Épreuve inexistante à cette date |
| Mondiaux 2005 Oberstdorf    | Épreuve inexistante à cette date | Épreuve inexistante à cette date | Épreuve inexistante à cette date | Épreuve inexistante à cette date | 23e                              | 15e                              | Épreuve inexistante à cette date | 6e                               |
| Mondiaux 2007 Sapporo       | Épreuve inexistante à cette date | Épreuve inexistante à cette date | Épreuve inexistante à cette date | Épreuve inexistante à cette date | Abandon                          | 25e                              | Épreuve inexistante à cette date | Épreuve inexistante à cette date |
| Mondiaux 2009 Liberec       | Épreuve inexistante à cette date | Épreuve inexistante à cette date | Épreuve inexistante à cette date | 41e                              | Épreuve inexistante à cette date | 28e                              | Épreuve inexistante à cette date | Épreuve inexistante à cette date |
| Mondiaux 2011 Oslo          | Épreuve inexistante à cette date | Épreuve inexistante à cette date | Épreuve inexistante à cette date | 32e                              | 32e                              | Épreuve inexistante à cette date | Épreuve inexistante à cette date | Épreuve inexistante à cette date |

### |Coupe du monde
- Meilleur classement général : 70e en 2006.
- 4 podiums : 
  - 0 podium en épreuve individuelle : 0 victoire, 0 deuxième place et 0 troisième place.
  - 4 podiums en épreuve par équipes : 1 victoire, 1 deuxième place et 2 troisièmes places.

#### Différents classements en Coupe du monde
Christophe Perrillat-Collomb a réalisé son meilleur classement lors de la saison 2004 avec la 80e place. Il s'est aligné à plusieurs reprises dans des courses à étapes dont le meilleur résultat est une 39e place au Tour de ski en 2011.
| Saison / Épreuve | Saison / Épreuve | Général | Général | Distance | Distance | Sprint | Sprint  | Tour de ski depuis 2007          | Finales depuis 2008              | Nordic Opening depuis 2011       |
| ---------------- | ---------------- | ------- | ------- | -------- | -------- | ------ | ------- | -------------------------------- | -------------------------------- | -------------------------------- |
| Saison / Épreuve | Saison / Épreuve | Class.  | Points  | Class.   | Points   | Class. | Points* | Tour de ski depuis 2007          | Finales depuis 2008              | Nordic Opening depuis 2011       |
| 2001             | 2001             | 108e    | 9       | -        | -        | -      | -       | Épreuve inexistante à cette date | Épreuve inexistante à cette date | Épreuve inexistante à cette date |
| 2002             | 2002             | 139e    | 1       | -        | -        | -      | -       | Épreuve inexistante à cette date | Épreuve inexistante à cette date | Épreuve inexistante à cette date |
| 2003             | 2003             | -       | -       | -        | -        | -      | -       | Épreuve inexistante à cette date | Épreuve inexistante à cette date | Épreuve inexistante à cette date |
| 2004             | 2004             | 80e     | 38      | 53e      | 38       | -      | -       | Épreuve inexistante à cette date | Épreuve inexistante à cette date | Épreuve inexistante à cette date |
| 2005             | 2005             | 95e     | 22      | 60e      | 22       | -      | -       | Épreuve inexistante à cette date | Épreuve inexistante à cette date | Épreuve inexistante à cette date |
| 2006             | 2006             | 70e     | 68      | 47e      | 68       | -      | -       | Épreuve inexistante à cette date | Épreuve inexistante à cette date | Épreuve inexistante à cette date |
| 2007             | 2007             | 120e    | 16      | 68e      | 16       | -      | -       | 39e                              | Épreuve inexistante à cette date | Épreuve inexistante à cette date |
| 2008             | 2008             | 103e    | 23      | 61e      | 23       | -      | -       | 50e                              | 47e                              | Épreuve inexistante à cette date |
| 2009             | 2009             | 96e     | 37      | 59e      | 37       | -      | -       | -                                | 39e                              | Épreuve inexistante à cette date |
| 2010             | 2010             | -       | -       | -        | -        | -      | -       | -                                | -                                | Épreuve inexistante à cette date |
| 2011             | 2011             | 107e    | 30      | 68e      | 22       | -      | -       | 29e                              | -                                | 62e                              |
| 2012             | 2012             | 75e     | 66      | 48e      | 66       | -      | -       | 37e                              | -                                | 54e                              |
| 2013             | 2013             | -       | -       | -        | -        | -      | -       | -                                | -                                | -                                |

Légende :
- : pas d'épreuve

### Championnat du monde junior
En deux participations aux Championnats du monde juniors, Christophe Perrillat-Collomb n'a jamais remporté de médaille au Championnat du monde junior. Son meilleur résultat est une 16e place sur le 10 km en style classique en 1999.
| Épreuve / Édition        | Sprint                           | Sprint                           | 10 km                            | 10 km                            | 30 km classique                  | Relais                           |
| Épreuve / Édition        | libre                            | classique                        | libre                            | classique                        | 30 km classique                  | Relais                           |
| Mondiaux 1998 Pontresina | Épreuve inexistante à cette date | Épreuve inexistante à cette date | 35e                              | Épreuve inexistante à cette date | 26e                              | Épreuve inexistante à cette date |
| Mondiaux 1999 Saalfelden | Épreuve inexistante à cette date | Épreuve inexistante à cette date | Épreuve inexistante à cette date | 16e                              | Épreuve inexistante à cette date | Épreuve inexistante à cette date |

### Championnats de France
Champion de France Elite :
- Longue distance : 2004
- Poursuite : 2007 - 2012
- Relais : 2012